# Елена Черней
Елена Черней (рум. Elena Cernei; 1 березня 1924, Байрамча, Бессарабія, Румунія, нині Білгород-Дністровський район, Одеська область, Україна — 27 листопада 2000, Париж, Франція) — румунська оперна співачка (меццо-сопрано). Заслужена артистка Румунії (1962).

## Біографія
Елена Черней народилася 1 березня 1924 року в Байрамчі, Румунія. Закінчила 1954 року Бухарестську консерваторію. Учениця Констянтина Строєску. У 1952 році дебютувала в Румунському театрі опери та балету, з 1954 року — його солістка. Неодноразово гастролювала Радянським Союзом, у тому числі в Одесі, Тбілісі, Москві, Ленінграді, Києві. У 1965–1968 роках співала на сцені «Метрополітен-опера» (зокрема, Амнеріс в «Аїді» Верді та Кармен в однойменній опері Бізе), хоча виступи Чернеї на цій сцені заведено вважати невдалими. Була останньою виконавицею партії Амнеріс на старій сцені опери та першою — на новій. Виступала також на сцені Ла Скала, Паризької опери, Віденської державної опери, Барселонського театру Лісе та інших. У 1963 році в Парижі співала партію Октавіана в «Кавалері троянди» Ріхарда Штрауса в ювілейній виставі на честь 50-річчя Опери на Єлисейських полях.
Серед основних партій Черней, крім Кармен і Амнеріс — Даліла в «Самсоні та Далілі» Сен-Санса, Азучена в «Трубадурі» і Маддалена в «Ріголетто» Верді, Адальжиза в «Нормі» Белліні, Орфей в «Орфеї та Еврідіці» Глюка, Поліна у «Виновій кралі» Чайковського, Іокаста в «Едіпі» Енеску. Запис «Едіпа» за участю Черней був у 1964 році удостоєний нагород у Франції та Японії. Крім того, Черней записала сюїту Мануеля де Фальї «Сім іспанських народних пісень», альбом румунських народних пісень та інших.
У 1973 році виступила як лібретистка і постановниця опери Ніколає Буйкліу «Бояриня Кьяжна» (рум. Doamna Chiajna), виконавши в неї також велику партію.
З 1985 року Черней жила в Римі і займалася, разом із чоловіком Стефаном Поеном, вивченням біолого-анатомічних підстав дихальної та голосової активності, як у додатку до вокальної педагогіки, і у зв'язку з загальними питаннями здоров'я. Автор книг «Загадки людського голосу» (рум. Enigme ale vocii umane; 1982, італійське видання 1988) і «Et fiat lux» Рим, 1987, румунське видання 1999).
Заслужена артистка Румунії (1962). Лауреатка Золотої медалі Джузеппе ді Стефано (1966), що присуджується Академією образотворчих мистецтв у Мехіко, ряду італійських та міжнародних нагород та почесних звань. Почесний доктор Національного університету музики Румунії (1999). 2005 року Румунське телебачення випустило на DVD документальний фільм про співачку, що включає багато записів її виступів.